# غلة خر
غلة خر هي قرية في مقاطعة أرومية، إيران. عدد سكان هذه القرية هو 175 في سنة 2006.